# Нилюфер (Орхан I)
Нилюфер (на турски: Nilüfer) е наложница на Орхан I, втория владетел на бъдещата Османска империя. Тя е майка на следващия владетел Мурад I. Някои по-стари източници твърдят, че е майка на първия син на Орхан I, Сюлейман паша Гази, което е спорно. Тя е първата робиня от християнски произход, която става майка на османски султан.

## Произход
Официалната история на нейния произход, датираща от 15 в., твърди, че тя е дъщеря на византийския управител на Биледжик в областта Витиния и че гръцкото ѝ име е Холофира. Легендата разказва, че бащата на Орхан I, Осман нахлул в Биледжик в момента на сватбата на Холофира, като пристигнал там с богати дарове и скрити и дегизирани войници. Холофира била предадена на Орхан. Съвременните изследователи обаче се съмняват в тази история. Съмненията се базират на различни по-късни сведения или липса на директни документални свидетелства от това време. Всъщност нейното име Нилюфер е типично персийско и означава на персийски водни рози, поради което се предполага, че е възможно да е била персийска наложница.
Нилюфер Хатун Имарети е приют за дервиши в Изник, провинция Бурса, построен от султан Мурад I през 1388 г., за да почете майка си след нейната смърт. Днес той е превърнат в музей.